# 未来を生きる君たちへ
『未来を生きる君たちへ』 (みらいをいきるきみたちへ、デンマーク語: Hævnen, 英語: In a Better World) は、2010年のデンマーク・スウェーデンのドラマ映画。監督はスサンネ・ビア、出演はミカエル・パーシュブラントとトリーヌ・ディルホムなど。原題の意味は「復讐」。

## ストーリー
アフリカの難民キャンプとデンマークを舞台に、理不尽な暴力に対する「復讐」と「赦し」を描く。
デンマークの郊外で母マリアンと幼い弟モーテンと暮らしている少年エリアスはいじめられっ子である。エリアスのクラスに転校して来た少年クリスチャンは、エリアスへのいじめに巻き込まれたことから、いじめグループのリーダーであるソフスに激しい暴行を加えて大怪我を負わせる。学校に呼び出された父クラウスから「報復にきりはない」と諭されるが、クリスチャンは納得しない。エリアスの父アントンが医師として働くアフリカの難民キャンプから帰国し、2人の息子とクリスチャンを連れて外出する。ところが、モーテンが他の子と公園で喧嘩をしたためにアントンが割って入ると、相手の子の父親ラースがやって来て理由もなくアントンを殴る事件が起きる。アントンは手を出さず、警察にも届け出なかったが、ラースに憎しみを感じたクリスチャンはラースの職場を突き止める。それを知ったアントンは子供たちを連れてラースを訪ね、殴った理由を問い質すが、ラースはそれに答えることなく、再び子供たちの目の前でアントンを殴る。それでも手を出さないアントンは自分の屈しない姿を子供たちに見せることで、ラースが暴力を振るうしか能がない愚か者であると言い、暴力に暴力で返すことの無意味さを教える。エリアスとモーテンは父の言葉に納得するが、クリスチャンはどうしても納得ができない。
アフリカに戻ったアントンのもとに、妊婦を切り裂くことで知られる極悪人「ビッグマン」が大怪我を負ってやって来る。周囲の反対の中、アントンは医師としてビッグマンの治療をする。ところがある日、殺された女性を口汚く貶める言葉を発したビッグマンにアントンは怒りを爆発させ、彼を追い出す。すると、ビッグマンに恨みのある人々がビッグマンに集団リンチを加える。この件でアントンは精神的に激しく打ちのめされ、エリアスからの相談を聞く余裕すら失ってしまう。
一方、何とかしてラースに復讐したいと考えていたクリスチャンは、亡くなった祖父の花火を見つけたことから、その火薬で爆弾を作り、ラースが仕事で使っているバンを爆破する計画を立てる。及び腰だったエリアスも計画に加わることを決める。決行日の朝、2人は爆弾を仕掛けて火をつけ、離れた場所に退避するが、爆発の寸前になって、ジョギング中の母子がバンに近付いてしまう。慌てたエリアスはバンの前に飛び出し、母子を止める。これにより母子は無傷で助かるが、エリアスは爆発に巻き込まれてひん死の重傷を負ってしまう。この事態にクリスチャンはようやく自分のしでかしたことの重大さに気付く。エリアスは母マリアンが医師として勤める病院に担ぎ込まれる。警察の聴取を受け、クラウスに引き取られたクリスチャンはエリアスを見舞おうとするが、マリアンから激しい憎悪を向けられる。エリアスが死んだと思い込み、罪悪感に苛まれたクリスチャンは家出をする。クラウスからの連絡でクリスチャンの家出を知ったアントンは以前エリアスが話していた言葉からクリスチャンの居場所に気付いて駆けつける。飛び降り自殺をしようとしていたクリスチャンを何とか止めたアントンはクリスチャンにエリアスが無事で回復に向かっていることを告げる。母の葬儀でも涙を見せなかったクリスチャンは涙ながらに母への想いを語る。
クリスチャンは意識を取り戻したエリアスを見舞い、2人は改めて友情を確認する。アントンはアフリカに戻る。

## キャスト
アントン
演 - ミカエル・パーシュブラント、日本語吹替 - 菅生隆之
アフリカの難民キャンプで働くスウェーデン人医師。デンマークに家族がいる。
マリアン
演 - トリーヌ・ディルホム、日本語吹替 - 水野ゆふ
アントンの別居中の妻。デンマークの医師。
エリアス
演 - マルクス・リゴード、日本語吹替 - 野口響
アントンとマリアンの息子。いじめられっ子。
クラウス
演 - ウルリク・トムセン、日本語吹替 - 高岡瓶々
妻を癌で亡くしたばかりの男。激しい痛みに苦しむ妻の希望に従って延命治療をやめた。
クリスチャン
演 - ウィリアム・ヨンク・ユエルス・ニルセン、日本語吹替 - 橘敏輝
クラウスの息子。エリアスの同級生。母の死を延命治療をやめた父のせいと思い込んでいる。
ラース
演 - キム・ボドゥニア
むやみに他人を殴る暴力的な男。自動車整備工。

## 作品の評価

### 映画批評家によるレビュー
Rotten Tomatoesによれば、121件の評論のうち、78%にあたる94件が高く評価しており、平均して10点満点中7.09点を得ている。
Metacriticによれば、29件の評論のうち、高評価は21件、賛否混在は7件、低評価は1件で、平均して100点満点中65点を得ている。

### 受賞歴
| 賞                   | 部門                   | 候補                       | 結果       |
| -------------------- | ---------------------- | -------------------------- | ---------- |
| アカデミー賞         | 外国語映画賞           | スサンネ・ビア             | 受賞       |
| ゴールデングローブ賞 | 外国語映画賞           |                            | 受賞       |
| ヨーロッパ映画賞     | 作品賞                 |                            | ノミネート |
| ヨーロッパ映画賞     | 監督賞                 | スサンネ・ビア             | 受賞       |
| ヨーロッパ映画賞     | 男優賞                 | ミカエル・パーシュブラント | ノミネート |
| ヨーロッパ映画賞     | 脚本賞                 | アナス・トマス・イェンセン | ノミネート |
| ヨーロッパ映画賞     | ピープルズ・チョイス賞 |                            | ノミネート |